# Gare d'Araiyakushi-mae
La gare d'Araiyakushi-mae (新井薬師前駅, Araiyakushi-mae-eki) est une gare ferroviaire de l'arrondissement de Nakano, à Tokyo au Japon. Elle est exploitée par la compagnie Seibu.

## Situation ferroviaire
La gare d'Araiyakushi-mae est située au point kilométrique (PK) 5,2 de la ligne Seibu Shinjuku.

## Histoire
La gare a été inaugurée le 16 avril 1927.

## Services aux voyageurs

### Accès et accueil
La gare dispose d'un bâtiment voyageurs, avec guichet, ouvert tous les jours.

### Desserte
- Ligne Seibu Shinjuku :
  - voie 1 : direction Tokorozawa, Hon-Kawagoe et Haijima
  - voie 2 : direction Takadanobaba et Seibu-Shinjuku